# باد (یکا)
در مخابرات و الکترونیک، باد (به انگلیسی: Baud یا به صورت مخفف Bd)، معادل علامت در ثانیه یا پالس بر ثانیه است. آن واحد درجه یا میزان سمبل است، همچنین به صورت مقدار در ثانیه (band rate) یا مقدار مدولاسیون (تغییر) مشخص می‌شود، تعداد تغییرات سمبل متمایز (سیگنال رخدادها) برای انتقال متوسط در هر ثانیه به صورت یک سیگنال مدول شده، به صورت دیجیتال یا یک کد خط، ایجاد می‌شود. مقدار در ثانیه مرتبط با بیت می‌باشد اما نباید با میزان بیت آشکار به صورت بیت یا بیت‌ها با هم اشتباه شوند.
زمان تداوم سمبل، نیز به عنوان واحد وقفه (فاصله) مشخص می‌شود، که می‌تواند مستقیماً به عنوان زمان بین انتقالات با بررسی یک دیاگرام چشمی از یک نوسان نما (Oscilloscope) اندازه‌گیری شود. زمان تداوم یا استمرار سمبل Ts می‌تواند به صورت زیر محاسبه گردد:
که در آن fs مقدار سمبل است. 
{\displaystyle T_{s}={1 \over f_{s}},}
یک مثال ساده :مقدار ثانیه ۱kBd=1000Bd مترادف با مقدار سمبل ۱۰۰۰ نماد در هر ثانیه است. در مورد یک مودم، این متناظر و سازگار با ۱۰۰۰ تون (درجة صدا) در هر ثانیه است، و در مورد یک کد خط، این متناسب با ۱۰۰۰ پالس در هر ثانیه می‌باشد. زمان استمرار سمبل ۱۰۰۰/۱ ثانیه برابر با ۱ میلی ثانیه می‌باشد. واحد مقدار در ثانیه پس از Baudot Emile (امیل بادوت) مخترم کد Baudot برای تله گرافی نامگذاری شد، و به عنوان واحدهای SI معرفی می‌گردد. اولین حرف نماد آن حرف بزرگ (Bd) می‌باشد، اما زمانی که واحد، املای کلمه را می‌گوید باید به صورت حروف کوچک (band) نوشته شود، مگر آنکه در ابتدای یک جمله باشد.

## محتویات
1. ارتباط با مقدار بیت آشکار
2. همچنین ببینید
3. رفرنس‌ها
4. لینک‌های بیرونی

ارتباط با مقدار بیت آشکار
مقدار نماد یا سمبل مرتبط با مقدار بیت آشکار می‌باشد البته نباید با آن مغشوش یا اشتباه شود. عبارت مقدار در ثانیه (band rate) گاهی به صورت اشتباه برای معنی مقدار بیت بکار رفته‌است، زیرا این مقادیر در مودم‌های قدیمی، مانند ساده‌ترین لینک‌های ارتباطی (مخابراتی) دیجیتال که فقط یک بیت را در هر نماد بکار می‌برند، یکسان هستند، بصورتی که (O) دوتایی یا جفتی از طریق یک سمبل یا نماد ارائه می‌گردد، و (۱) دوتایی بواسطه نماد دیگری عرضه می‌شود. در مودم‌های پیشرفته تر و تکنیک‌های انتقال داده‌ها، یک سمبل یا نماد بیشتر از دو حالت دارد، به گونه‌ای که آن بیشتر از یک بیت را عرضه می‌کند که همیشه دقیقاً یکی از دو حالات را عرضه می‌کند.
اگر بیت‌های N در هر نماد حمل شوند، و مقدار آشکار بیت R باشد، شمولیت ثابت کدگذاری کانال، یعنی مقدار نماد fs می‌تواند به صورت زیر محاسبه گردد:
{\displaystyle f_{s}={R \over N}.}
ترکیبات دامنه، فاز یا فرکانس؛ مثلاً در یک مودم ۶۴QAM, M=۶۴ می‌باشد، بنابراین مقدار بیت N=۶ برابر مقدار در ثانیه (band) می‌باشد. در کد خط، این موارد، مقادیر ولتاژ متفاوت M می‌باشد.
نسبت، احتمالاً حتی یک عدد صحیح نمی‌باشد، در کد گذاری ۴B3T، مقدار بیت ۳/۴ مقدار در ثانیه می‌باشد. (یک میانجی مقدار خالی با ۱۶۰ کیلو بیت داده‌های خام در ۱۲۰ کیلو در ثانیه عمل می‌کند) به عبارت دیگر، کدگذار منچستر مقدار بیت مساوی با ۲/۱ مقدار در ثانیه است. با گرفتن اطلاعات در هر پالس N در بیت / پالسی که لگاریتم پایة ۲ از تعداد پیام‌های متمایز M می‌باشد نمی‌تواند ارسال شود، هارتلی Hartley یک مقیاس بیت آشکار R را به صورت زیر بنا کرد:
{\displaystyle R=f_{s}\log _{2}(M),\,}